# DFW Floh
DFW T.28 Floh (tiếng Anh: Flea) là một loại máy bay tiêm kích hai tầng cánh của Đức, do Hermann Dorner thiết kế, Deutsche Flugzeug-Werke chế tạo.

## Tính năng kỹ chiến thuật
Đặc tính tổng quan
- Chiều dài: 4,50 m (14 ft 9 in)
- Sải cánh: 6,50 m (21 ft 4 in)
- Động cơ: 1 × Mercedes D.I , 75 kW (100 hp)
- Cánh quạt: 2-lá

Hiệu suất bay
- Vận tốc cực đại: 180 km/h (112 mph; 97 kn)

Vũ khí trang bị

- 1 súng máy LMG 08/15 Spandau 7,92mm (0.312 in)